# Dennis van Scheppingen
Dennis van Scheppingen (nacido el 5 de julio de 1975) es un extenista profesional neerlandés. Su mejor ranking individual fue el N.º 72 alcanzado el 13 de septiembre de 2004.